# Anni 1700
Gli anni 1700 sono il decennio che comprende gli anni dal 1700 al 1709 inclusi.

## Eventi, invenzioni e scoperte
- L'inventore Bartolomeo Cristofori inventò il pianoforte.

## Personaggi
- Pietro Micca (muore nel 1706 in difesa di Torino)
- Linneo nasce nel 1707 a Råshult
- Russia: dopo la morte del patriarca Adriano (16 ottobre), lo zar Pietro abolisce il Patriarcato di Mosca.